# Lijst van nummer 1-albums in de Nederlandse Album Top 100 in 2003
Onderstaande albums stonden in 2003 op nummer 1 in de Nederlandse Album Top 100. De lijst werd samengesteld door Megacharts B.V..
| Nummer | Datum        | Artiest         | Titel                        |
| ------ | ------------ | --------------- | ---------------------------- |
| 473    | 4 januari    | Robbie Williams | Escapology                   |
|        | 11 januari   | Robbie Williams | Escapology                   |
|        | 18 januari   | Robbie Williams | Escapology                   |
|        | 25 januari   | Robbie Williams | Escapology                   |
|        | 1 februari   | Robbie Williams | Escapology                   |
|        | 8 februari   | Robbie Williams | Escapology                   |
|        | 15 februari  | Robbie Williams | Escapology                   |
|        | 22 februari  | Robbie Williams | Escapology                   |
|        | 1 maart      | Robbie Williams | Escapology                   |
| 474    | 8 maart      | Norah Jones     | Come Away With Me            |
|        | 15 maart     | Norah Jones     | Come Away With Me            |
|        | 22 maart     | Norah Jones     | Come Away With Me            |
|        | 29 maart     | Norah Jones     | Come Away With Me            |
|        | 5 april      | Norah Jones     | Come Away With Me            |
|        | 12 april     | Norah Jones     | Come Away With Me            |
|        | 19 april     | Norah Jones     | Come Away With Me            |
|        | 26 april     | Norah Jones     | Come Away With Me            |
| 475    | 3 mei        | Ilse DeLange    | Clean Up                     |
|        | 10 mei       | Ilse DeLange    | Clean Up                     |
|        | 17 mei       | Ilse DeLange    | Clean Up                     |
|        | 24 mei       | Ilse DeLange    | Clean Up                     |
|        | 31 mei       | Ilse DeLange    | Clean Up                     |
| 476    | 7 juni       | Live            | Birds Of Pray                |
| 477    | 14 juni      | BLØF            | Omarm                        |
|        | 21 juni      | BLØF            | Omarm                        |
|        | 28 juni      | BLØF            | Omarm                        |
|        | 5 juli       | BLØF            | Omarm                        |
| 478    | 12 juli      | André Hazes     | 25 Jaar - Het Allerbeste Van |
| 479    | 19 juli      | Kane            | What If                      |
| 473    | 26 juli      | Robbie Williams | Escapology                   |
|        | 2 augustus   | Robbie Williams | Escapology                   |
|        | 9 augustus   | Robbie Williams | Escapology                   |
|        | 16 augustus  | Robbie Williams | Escapology                   |
| 480    | 23 augustus  | Jim             | Impressed                    |
|        | 30 augustus  | Jim             | Impressed                    |
|        | 6 september  | Jim             | Impressed                    |
| 481    | 13 september | The Neptunes    | Clones                       |
| 482    | 20 september | K3              | Oya Lélé                     |
|        | 27 september | K3              | Oya Lélé                     |
|        | 4 oktober    | K3              | Oya Lélé                     |
|        | 11 oktober   | K3              | Oya Lélé                     |
| 483    | 18 oktober   | Frans Bauer     | 'n Ons Geluk                 |
|        | 25 oktober   | Frans Bauer     | 'n Ons Geluk                 |
|        | 1 november   | Frans Bauer     | 'n Ons Geluk                 |
|        | 8 november   | Frans Bauer     | 'n Ons Geluk                 |
|        | 15 november  | Frans Bauer     | 'n Ons Geluk                 |
|        | 22 november  | Frans Bauer     | 'n Ons Geluk                 |
|        | 29 november  | Frans Bauer     | 'n Ons Geluk                 |
|        | 6 december   | Frans Bauer     | 'n Ons Geluk                 |
|        | 13 december  | Frans Bauer     | 'n Ons Geluk                 |
|        | 20 december  | Frans Bauer     | 'n Ons Geluk                 |
|        | 27 december  | Frans Bauer     | 'n Ons Geluk                 |

Lijsten van nummer 1-albums in de Nederlandse Album Top 100

1969 ·
1970 ·
1971 ·
1972 ·
1973 ·
1974 ·
1975 ·
1976 ·
1977 ·
1978 ·
1979 ·
1980 ·
1981 ·
1982 ·
1983 ·
1984 ·
1985 ·
1986 ·
1987 ·
1988 ·
1989 ·
1990 ·
1991 ·
1992 ·
1993 ·
1994 ·
1995 ·
1996 ·
1997 ·
1998 ·
1999 ·
2000 ·
2001 ·
2002 ·
2003 ·
2004 ·
2005 ·
2006 ·
2007 ·
2008 ·
2009 ·
2010 ·
2011 ·
2012 ·
2013 ·
2014 ·
2015 ·
2016 ·
2017 ·
2018 ·
2019 ·
2020 ·
2021 ·
2022 ·
2023 ·
2024 ·
2025

Lijsten van nummer 1-albums van de Stichting Nederlandse Top 40

1969 ·
1970 ·
1971 ·
1972 ·
1973 ·
1974 ·
1975 ·
1976 ·
1977 ·
1978 ·
1979 ·
1980 ·
1981 ·
1982 ·
1983 ·
1984 ·
1985 ·
1986 ·
1987 ·
1988 ·
1989 ·
1990 ·
1991 ·
1992 ·
1993 ·
1994 ·
1995 ·
1996 ·
1997 ·
1998 ·
1999 ·
2011 ·
2012 ·
2013 ·
2014 ·
2015
- Nederland
- Vlaanderen